# Пролетарское (Багратионовский район)
Пролетарское — поселок в Багратионовском районе Калининградской области. Входит в состав Пограничного сельского поселения.

## История
Поселение Легниттен впервые упоминается в документах 1407 года.
В 1947 году Легниттен был переименован в поселок Пролетарское.

## Население
| 2002 | 2010 |
| ---- | ---- |
| 44   | ↗52  |

В 1910 году в проживало 236 человек, в 1933 году — 345 человек, в 1939 году — 305 человек.